# نوردرشتيت
نردراشتت (بالألمانية: Norderstedt) هي بلدة ألمانية تقع في ألمانيا في شليسفيغ هولشتاين. يقدر عدد سكانها بـ 71,550 نسمة .

## المدن التوأمة
مدن برلهبرغ، Maromme، Oadby and Wigston، زويندريخت و كوتلا-يارفي هي مدن توأمة لـنردراشتت.

## أعلام
- إرنست بدر
- هرمان وولف
- كونو كلوتزر